# Dießen am Ammersee
Dießen am Ammersee est une municipalité du district de Landsberg am Lech, en Haute-Bavière, Allemagne, sur la route du Roi-Louis, dans la région riche en églises dite le Pfaffenwinkel.

## Géographie
Dießen est située dans les Préalpes de Bavière, sur l'Ammersee, à environ 40 kilomètres au sud-ouest de Munich.

### Les quartiers
- Dettenhofen avec les hameaux de Pitzeshofen et Ummenhausen
- Dettenschwang avec Oberhausen, Unterhausen, Wolfgrub et Abtsried
- Obermühlhausen avec Oberbeuern, Unterbeuern et Schlöglhof
- Riederau avec Rieden, Bierdorf, St. Alban, Gut Romenthal, Lachen, Engenried et Hübschenried
- St. Georgen avec Wengen, Bischofsried, Ziegelstadl et Seehof

## Histoire
L'abbaye des Augustins de Dießen a probablement été fondée au IXe siècle dans le village de St Georgen. Elle a été reconstruite par les comtes d'Andechs au XIe siècle. En 1140, ils cèdent l'emplacement au village de Dießen. Il devient « civitas » (ville) en 1231 ; mais, en 1326, le monastère perçoit à nouveau les droits du marché. 
Le prince-électeur Clément-Auguste de Bavière commande à Giambattista Pittoni en 1739 un retable pour l'église du monastère augustinien.
La communauté religieuse fut dissoute lors de la sécularisation de 1803 et restaurée après la Première Guerre mondiale.
La municipalité actuelle date de 1818 avec la restructuration du royaume de Bavière. Vers la fin du XIXe siècle, Dießen a été un pôle d'attraction artistique et un centre des arts du mouvement fut créé en 1934 (ADK).

## Architecture et tourisme

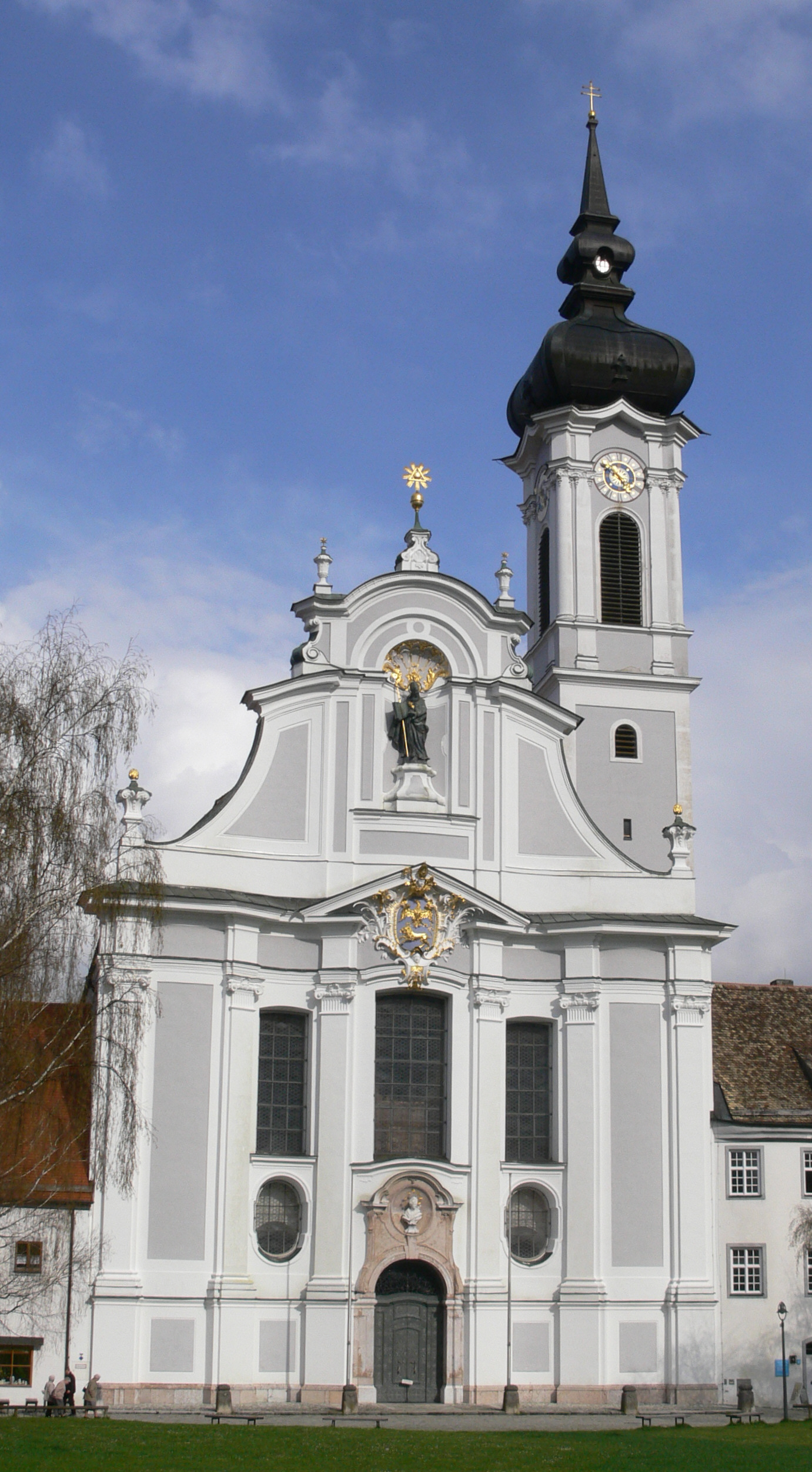
La façade, conçue par Johann Michael Fischer.

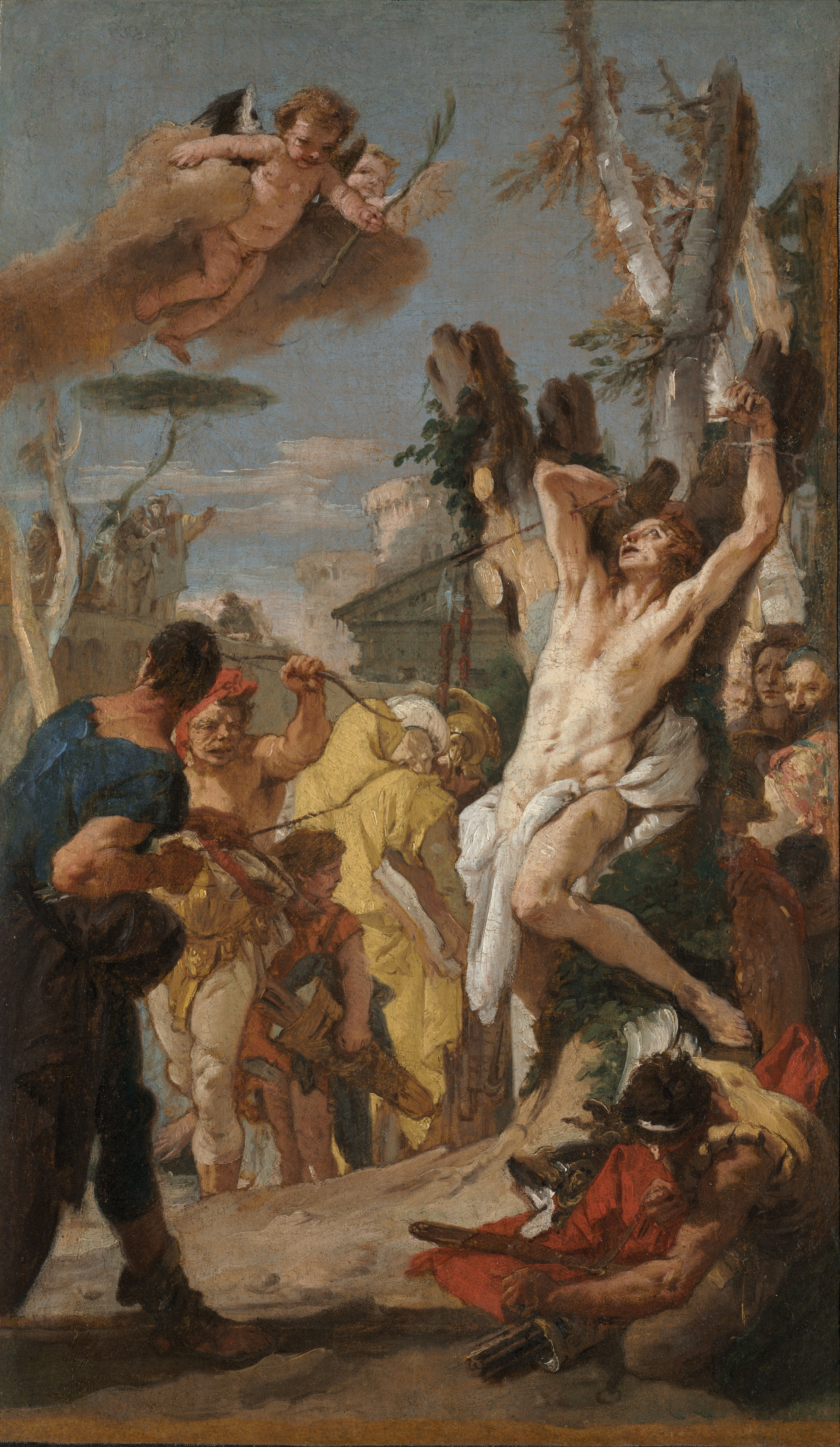
Étude pour "Le Martyre de Saint Sébastien
Giambattista Tiepolo pour le monastère des Augustins, 1739
Cleveland Museum of Art.

- L'église baroque Sainte Marie domine le lac sur une colline ; dédiée à la Vierge Marie, elle est reconstruite dans les années 1732 à 1739 par l'architecte baroque Johann Michael Fischer. La construction impressionnante est d'une extrême élégance. Le maître-autel a été conçu par François de Cuvilliés, les peintures du plafond sont de Johann Georg Müller. Les stucs sont l'œuvre des frères Feuchtmayer et la chaire est l'œuvre de Johann Baptist Straub. On peut aussi y admirer des peintures des Italiens Giambattista Tiepolo et Giovanni Battista Pittoni, ainsi qu'une statue de Pierre Erasmus Grasser.

Une étude de Giambattista Tiepolo pour Le Martyre de Saint Sébastien, destinée au monastère des Augustins est conservée au Cleveland Museum of Art.
- Le Orff museum  consacré au compositeur Carl Orff.

## Personnalités
Sont nés à Dießen am Ammersee :
- Le Père Maurus Friesenegger OSB (* 1595 à Dießen, † 1655 à Andechs), abbé du monastère d'Andechs, en  Bavière, de 1640 à 1655, auteur d'une chronique de la guerre de Trente Ans.
- August Ganghofer (* 23 April 1827; † 29 mars 1900 à Munich), directeur de la gestion des forêts de l'État de Bavière de 1879 à 1897.
- Matti Bauer, réalisateur de films documentaires.

Ont vécu à Dießen am Ammersee :
- Johann Michael Feuchtmayer (1709–1772), architecte en stucateur de l'École de Wessobrunn
- Walter Becker (1893-1984), artiste. Il passa les 10 dernières années de vie à Dießen, où il créa de nombreuses œuvres abstraites.
- Carl Orff (1895-1982), compositeur de Carmina Burana (cantate) et concepteur du mouvement pédagogique : le Orff-Schulwerk, a vécu à partir de 1955 dans le quartier de Saint Georges. Un musée lui est consacré Orff museum. Carl Orff est enterré non loin de là dans l'abbaye d'Andechs.
- Manfred Curry (1899–1953), scientifique, médecin, inventeur, navigateur et auteur de nombreux livres, a longtemps habité dans le quartier de Riederau.
- Sir Roger Casement (1864–1916), combattant de la liberté irlandaise, a vécu en 1915 également à Riederau.
- Margarete Knüppelholz-Roeser (1886-1949), architecte
- Johanna Sibelius (1913–1970), scénariste et écrivaine.
- Barbara König (* 1925), écrivaine et auteur de pièces radiophonique y vit.
- Juliane Banse, (* 1969), chanteuse d'opéra y vit avec son mari (Christoph Poppen (* 1956)) et ses enfants.